# Maria Brechane
Maria Eduarda Ribeiro Brechane (Río Grande, 20 de abril de 2004) es una modelo, actriz y reina de belleza brasileña, coronada Miss Brasil 2023. Representara a Brasil en Miss Universo 2023 este 18 de noviembre de 2023.

## Biografía
Brachane nació en Rio Grande del Sur el 20 de abril de 2004. Empezó el modelaje cuando solo tenía 16 años, está estudiando periodismo.

## Trayectoria

### Miss Brasil 2023
El 8 de julio de 2023, derrotó a otras 26 competidoras, ganó Miss Brasil  a los 19 años.

### Miss Universo 2023
Maria fue favorita en Miss Universo, a pesar del favoritismo. No logró posicionarse en ningún top.